# Esmé Stewart, 1. Duke of Lennox

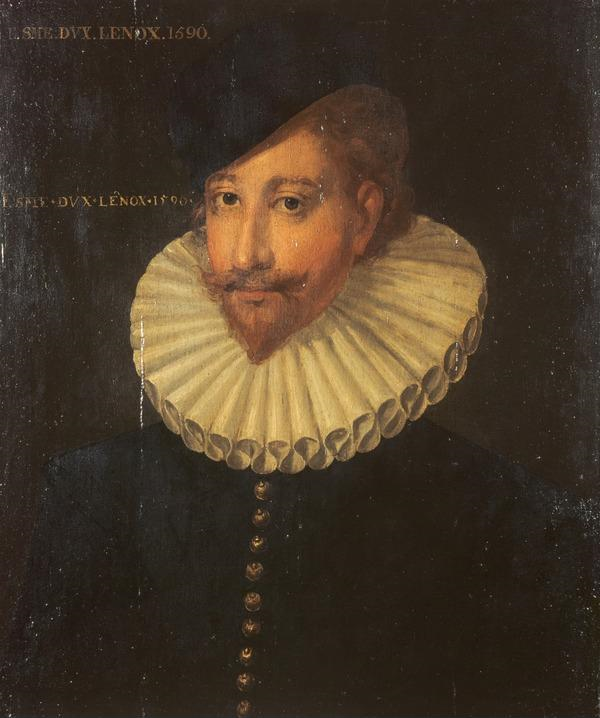
Esmé Stewart, 1. Duke of Lennox

Wappen des Esmé Stewart, 1. Duke of Lennox

Esmé Stewart, 1. Duke of Lennox (französisch Esmé Stuart, * um 1542; † 26. Mai 1583 in Paris) war ein schottischer Adliger aus der Familie Stewart.

## Leben
Esmé war ein Sohn des John Stewart, Seigneur d’Aubigny und dessen Gemahlin Anne de la Queuille. Sein Vater war 1537 französischer Staatsbürger geworden. Esmé folgte seinem Vater 1567 als Seigneur d’Aubigny. In Frankreich war er Hauptmann der Schottischen Garde und kehrte 1579 nach Schottland zurück. Hier wurde er Favorit des erst 13-jährigen Königs Jakob VI. von Schottland. Dieser verlieh ihm am 5. März 1580 den Titel eines Earl of Lennox, den sein Onkel Robert, noch kurz zuvor beim König gegen den Titel Earl of March eingetauscht hatte. Zusammen mit dem Earldom wurde ihm der nachgeordnete Titel Lord Darnley, Aubigny and Dalkeith verliehen. Am 5. August 1581 wurde er schließlich zum Duke of Lennox, nebst dem nachgeordneten Titel Lord Aubigny, Dalkeith, Torboltoun and Aberdour, erhoben.
Lennox hatte sich dem König zuliebe vom katholischen Glauben losgesagt, wurde aber von den schottischen Lords verdächtigt, weiter daran festzuhalten. Zudem vermutete man, dass er einen verderblichen Einfluss auf die homoerotischen Neigungen des Königs haben könnte. Er wurde auf Ruthven Castle festgesetzt und schließlich nach zehn Monaten Haft gezwungen, nach Frankreich zurückzukehren. Er blieb bis zu seinem frühen Tod in einem geheimen Briefwechsel mit dem König, der den Verlust von Lennox kaum überwinden konnte.

## Familie
Esmé Stewart heiratete um 1572 Catherine († 1631/32), Tochter des Guillaume de Balsac, Seigneur d’Entragues et Marcoussis, mit der er folgende Kinder hatte:
- Lady Gabrielle Stewart, ⚭ 1598 Hugh Montgomerie, 5. Earl of Eglinton;
- Lady Henrietta Stewart (1573–1642), ⚭ 1588 George Gordon, 1. Marquess of Huntly;
- Ludovic Stewart, 2. Duke of Lennox (1574–1624);
- Esmé Stewart, 3. Duke of Lennox, Seigneur d’Aubigny (1579–1624);
- Lady Mary Stewart (um 1582–1644), ⚭ 1592 John Erskine, 19. Earl of Mar.